# Amt Lampertheim

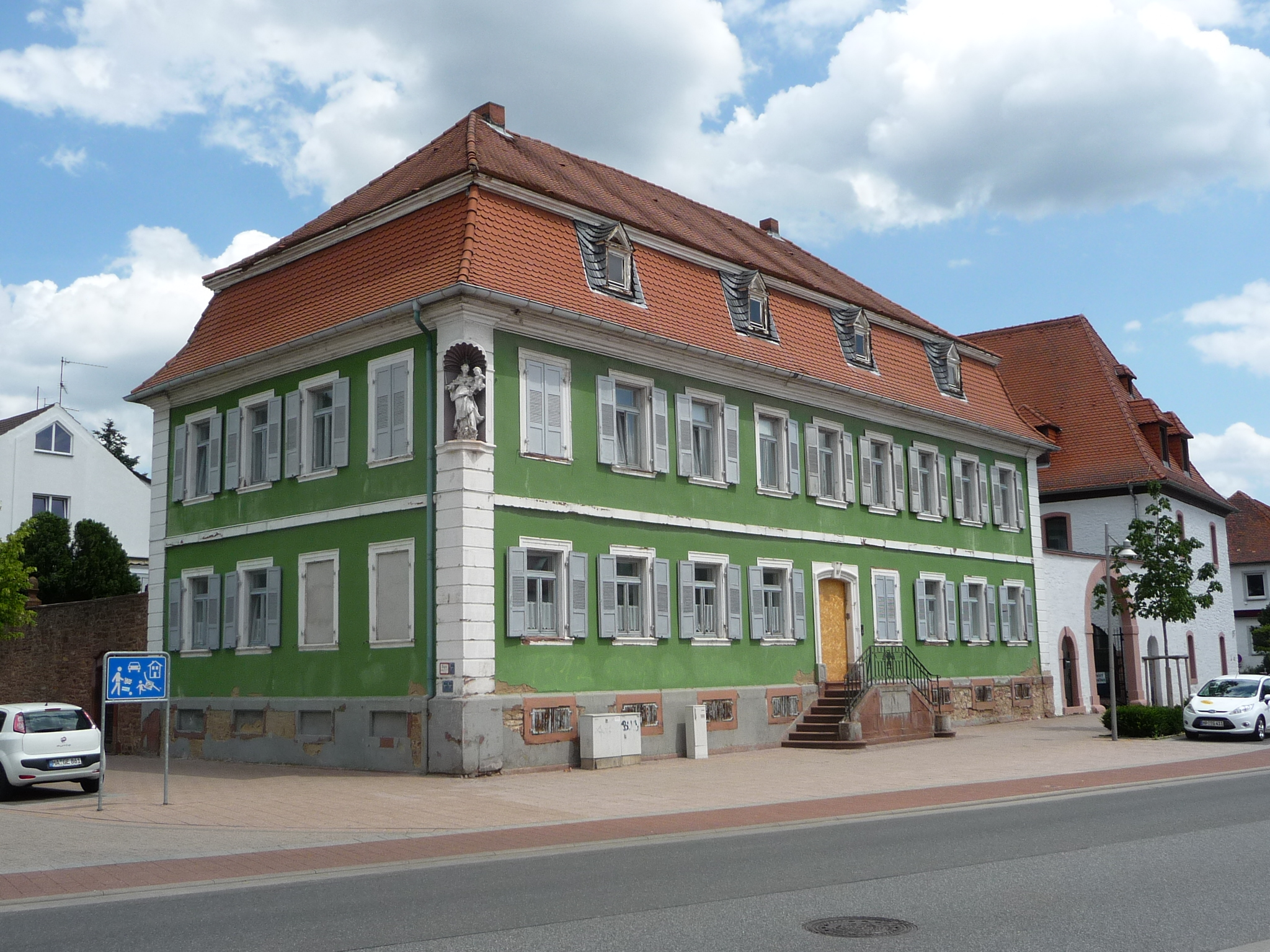
Rentamt Lampertheim, Sitz der Wormser Amtskellerei

Das Amt Lampertheim (auch Amt Stein nach der Burg Stein oder Kellerei Lampertheim) war ein Amt des Hochstifts Worms, später der Landgrafschaft Hessen-Darmstadt und folgend des Großherzogtums Hessen.

## Funktion
In Mittelalter und Früher Neuzeit waren Ämter eine Ebene zwischen den Gemeinden und der Landesherrschaft. Die Funktionen von Verwaltung und Rechtsprechung waren hier nicht getrennt. Dem Amt stand ein Amtmann vor, der von der Landesherrschaft eingesetzt wurde. 

## Geschichte
Das Amt Lampertheim war eines von vier Ämtern des Hochstifts Worms.

### Überkommener Bestand
Das Amt umfasste einige rechtsrheinische Gemeinden, die gegenüber der Stadt Worms in der oberrheinischen Tiefebene liegen. Das waren Mitte des 18. Jahrhunderts:
- Hofheim
- Lampertheim
- Nordheim

Zum Ende des 18. Jahrhunderts kam das bis dahin seitens des Bischofs von Worms an die Herren von Franckenstein als Lehen vergebene Bobstadt hinzu.
Weiter gab es einige Einzelgehöfte und Wohnplätze, die zum Amt Lampertheim zählten:
- Hof Neuschloss
- Lampertheimer Hütte (Hüttenfeld)
- Forst- und Zollhaus am Wormser Fahrt[5].
- Jägerhaus auf der Maulbeeraue

### Übergang an Hessen
Im Zuge der Säkularisation und mit dem Reichsdeputationshauptschluss von 1803 gelangte der „[rechtsrheinisch verbliebene] Rest des Bisthums Worms“ – und damit auch das Amt Lampertheim – an die Landgrafschaft Hessen-Darmstadt, die ab 1806 zum Großherzogtum Hessen wurde.
1821 kam es zu einer Justiz- und Verwaltungsreform, mit der auch die Trennung der Rechtsprechung von der Verwaltung auf unterer Ebene umgesetzt wurde. Die Ämter wurden aufgelöst, ihre Aufgaben hinsichtlich der Verwaltung neu gebildeten Landratsbezirken, die erstinstanzliche Rechtsprechung Landgerichten übertragen. Das Amt Lampertheim wurde aufgelöst. Seine Verwaltungsaufgaben wurden dem Landratsbezirk Heppenheim, die Rechtsprechung dem Landgericht Lorsch übertragen.

## Recht
Im Amt Lampertheim galt das Gemeine Recht, modifiziert im Bereich des Erbrechtes und des ehelichen Güterrechtes: Hier galt das Pfälzische Landrecht von 1582, erneuert 1610, als Partikularrecht. In Bobstadt galt dagegen das Gemeine Recht ohne diese Modifikation. Dieses Sonderrecht behielt seine Geltung auch im gesamten 19. Jahrhundert während der Zugehörigkeit des Gebietes zum Großherzogtum Hessen und wurde erst zum 1. Januar 1900 von dem einheitlich im ganzen Deutschen Reich geltenden Bürgerlichen Gesetzbuch abgelöst.